# 市場村 (兵庫県)
市場村（いちばむら）は、兵庫県加東郡にあった村。現在の小野市の南端、加古川の左岸にあたる。

## 地理
- 河川：加古川、桜谷川、山田川、万勝寺川

## 歴史
- 1889年（明治22年）4月1日 - 町村制の施行により、太郎太夫村・樫山村・山田村・池尻村・大島村の区域をもって発足。
- 1954年（昭和29年）12月1日 - 小野町・河合村・来住村・大部村・下東条村と合併して小野市が発足。同日市場村廃止。

## 交通

### 鉄道路線
- 神戸電気鉄道（現・神戸電鉄）
  - 粟生線
    - 樫山駅 - 電鉄市場駅（現・市場駅）

### 道路
- 国道175号

現在は旧村域を山陽自動車道が通過（三木小野インターチェンジが至近に所在）するが、当時は未開通。